# ABCハウジング
ABCハウジング（エービーシーハウジング）は、朝日放送グループホールディングスの完全子会社であるエー・ビー･シー開発株式会社が展開する住宅展示場。2023年4月時点での展示場数は近畿地方に15か所、関東地方に6か所の計21か所あり、それらを「住宅公園」と呼んでいる。朝日放送テレビと共同でこれから注文住宅を検討している方向けに、こだわりのマイホーム計画に合った最適な住宅メーカーを紹介するウチつくを運営している。

## 概要
企画・運営は朝日放送グループホールディングス子会社のエー・ビー・シー開発株式会社（abcd、本社・大阪市福島区）が行っている。1966年（昭和41年）に大阪府大阪市大淀区（現・北区）のABCセンター内にて、「ABCモダン住宅展」（エービーシーモダンじゅうたくてん）の名称で日本最初の住宅展示場を開場した。以後、放送局や新聞社がモデルハウス展示を積極的に行うきっかけとなった。
展示場は土地所有者から5年以上の土地一時使用賃貸借契約を結び、ここにABCハウジングがハウスメーカーと提携してモデルホームを設置する。基本的に土地所有者の負担はなく、安定した土地使用料が見込める。
エー・ビー・シー開発は住宅展示場以外にも住生活情報の発信施設「ハウジング・デザイン・センター（HDC）」、住宅メーカー紹介Webメディア「ウチつく」などの運営を行っているほか、生命保険・損害保険の代理店業務、朝日放送グループの広告代理店業務、さらに不動産事業として賃貸マンションやオフィスビルの管理・運営、事業用不動産の開発なども手掛けている。
2026年4月1日をもって、子会社のハウジング・サポート株式会社（住宅展示場管理業務、2002年3月に分社設立）とアドバンス開発株式会社（住宅展示場「住宅博」の運営、2025年5月に阪急阪神エステート・サービスから買収）を吸収合併した上で、リブランディングを目的として社名をABCライフィズ株式会社（ABC Lifewith）に変更される予定となっている。

## CM
テレビCMについては、朝日放送グループの朝日放送テレビ、朝日放送ラジオ、スカイ・Aで放送。関東では新聞折込チラシでの宣伝を中心に、TBSラジオでCMを放送している。かつてはANNキー局のテレビ朝日や文化放送（朝日放送ラジオはTBSラジオがキー局のJRNと文化放送・ニッポン放送がキー局のNRNとのクロスネットの関係にある。またかつて朝日放送テレビのキー局はTBSテレビ（JNN）であった）でCMを放送したことがある。
CMには、2種類のオリジナルソングを使用。そのうちの1種類は、菅原進（ビリーバンバン）の作詞・作曲によるもので、当初はビリーバンバンの歌唱音源を流していた（後にタイム・ファイブの歌唱音源へ変更）。
朝日放送テレビやスカイ・Aでは、2012年より朝日放送テレビのアナウンサーを起用したバージョンを放送。CMに出演するアナウンサーは、新聞広告にも登場している。2020年の途中までは、「住宅展示場　体験」と銘打ったバージョン（岩本計介や川添佳穂が展示場のモデルハウスやイベントに感嘆する内容のCM）と、ヒロド歩美が単独で出演するバージョンを交互に放送していた。かつては、道上洋三、三代澤康司、浦川泰幸、武田和歌子が単独で出演するバージョンや、道上・三代澤、浦川・喜多ゆかり、浦川・武田、武田・小寺右子、乾麻梨子・横山太一がコンビで掛け合いを展開するCMも放送。2016年4月からは、喜多が出演するバージョンの一部に、朝日放送のマスコットキャラクターの「エビシー」の着ぐるみが登場していた。ちなみに、浦川、喜多、岩本、川添は、『おはよう朝日です』（朝日放送テレビ平日早朝の情報番組）で司会を務める期間中にCMや広告へ起用。乾と横山は、起用時点で『おはようコールABC』（『おはよう朝日です』の前枠で2020年10月3日まで放送）のメインキャスターであった。
その一方で、2011年は、ウルトラマンとのコラボレーションキャンペーンを展開している。ウルトラマンが初放送されたのもABCハウジングが誕生した1966年であり、ともに誕生（創業）45周年を記念して実現したものである。
なお、年頭から新型コロナウイルスへの感染が拡大している2020年にも、住宅展示場自体は一時期を除いて営業。モデルハウスへの見学希望者には、感染拡大防止策への協力を求めているほか、公式サイト内のモデルハウス別ページ内からの予約を推奨している。同年の途中から新たに放送しているテレビCMには、朝日放送テレビのアナウンサーが出演しない一方で、上記の内容を盛り込んでいた。後に、岩本バージョンとヒロドバージョンの放送を再開。2022年10月からは、岩本バージョンに代わって、後輩アナウンサーの斎藤真美（『おはよう朝日です土曜日です』や『newsおかえり』水曜日のMC）を単独で起用したバージョンがテレビやラジオで流れている。

## 展示場
各展示場の詳細は公式サイト「ABCハウジング近畿エリアの住宅展示場一覧」または「ABCハウジング関東エリアの住宅展示場一覧」を参照。
過去に存在していた展示場
- 奈良
- 高石（ABCラジオ送信所隣接）
- トリヴェール和泉
- 東大阪
- 千里（万博記念公園内） - 2023年2月閉鎖、ウェルビーみのお（箕面萱野駅近接）に2023年3月26日移転開業[6]
- 戸塚 - 2023年1月31日閉鎖
- 東宝・成城（東宝撮影所内）
- 藤沢
- 横浜・町田
- 川口

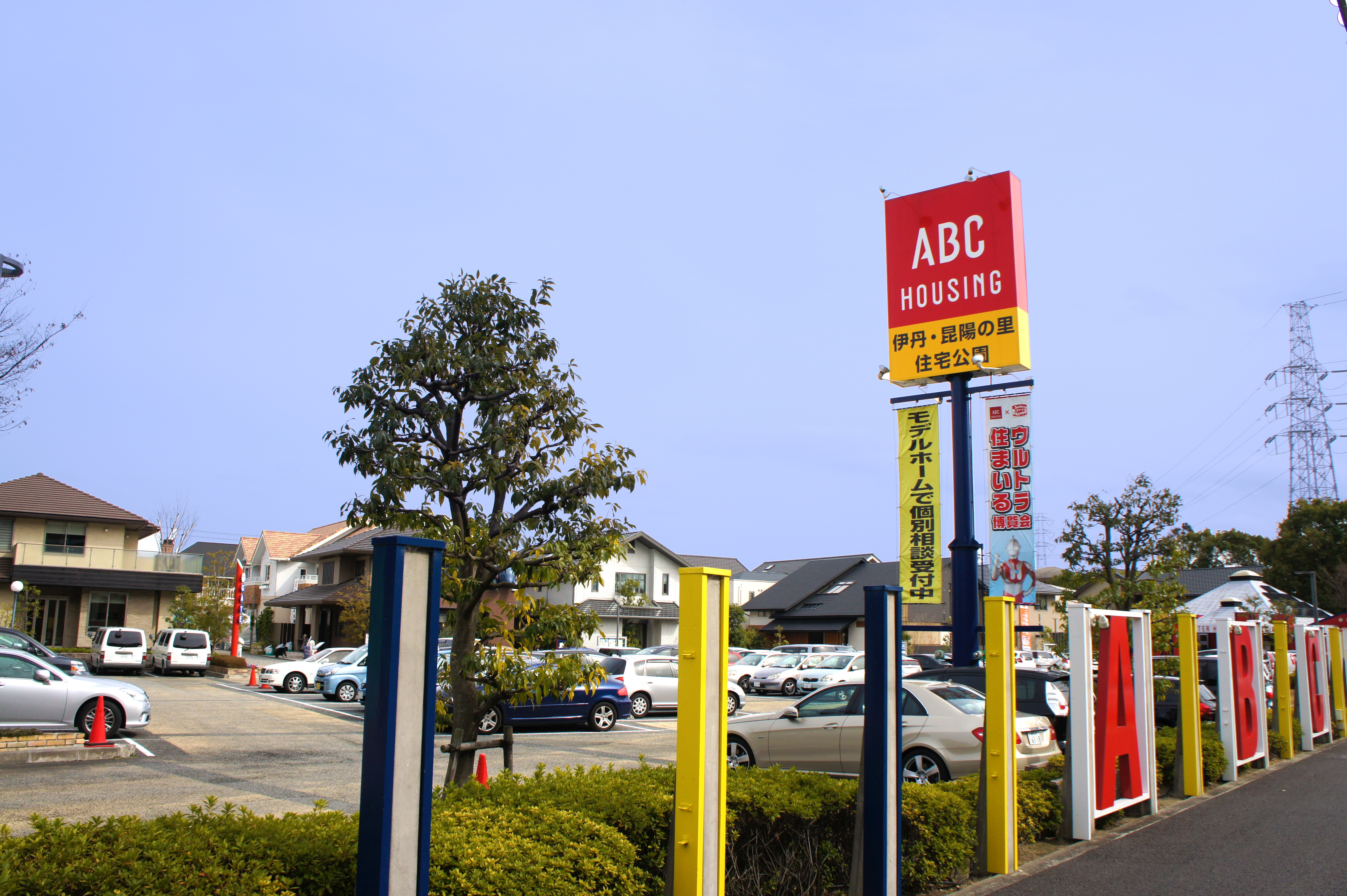
ABCハウジング伊丹・昆陽の里住宅公園（兵庫県伊丹市）
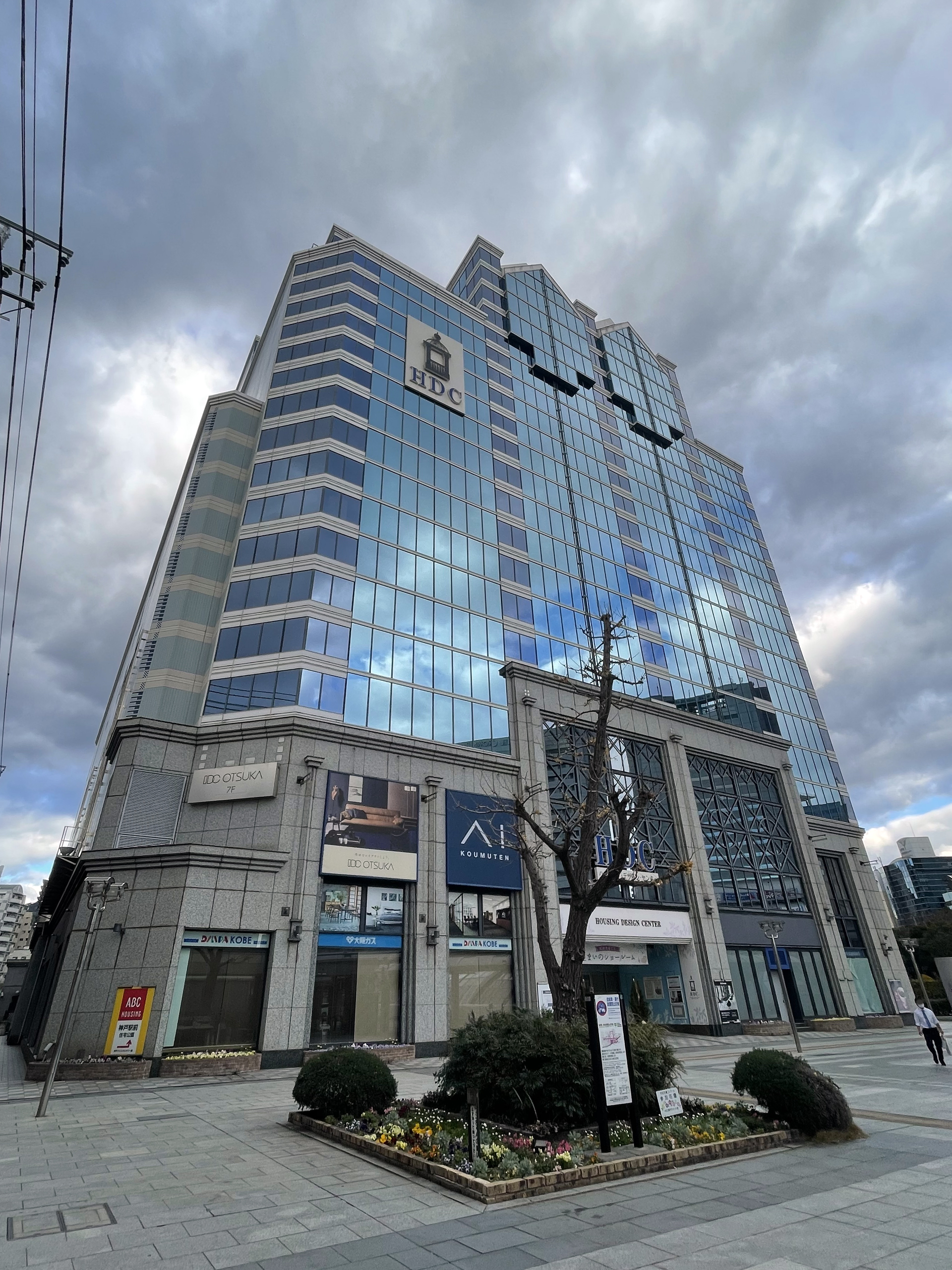
HDC神戸（兵庫県神戸市）